# El Pussy Cat
El Pussy Cat è un album di Mongo Santamaría, pubblicato dalla Columbia Records nel 1965.

## Tracce
Lato A
1. El Pussy Cat – 2:45 (Bobby Capers)
2. Afro Lypso – 5:32 (Marty Sheller)
3. Ah Ha – 2:41 (Bobby Capers)
4. Together – 4:31 (Hubert Laws)
5. Ritmo Negro – 5:55 (Carmello Garcia)

Lato B
1. La gitana – 6:45 (Bobby Capers)
2. Cuidano – 3:53 (Marty Sheller)
3. Sarai – 3:30 (Bobby Capers)
4. Hammer Head – 3:17 (Marty Sheller)
5. Black-Eyed Peas – 3:12 (Hubert Laws)

## Musicisti
- Mongo Santamaría - bongos, congas
- Bobby Capers - sassofono alto, sassofono baritono, flauto
- Hubert Laws - sassofono tenore, flauto
- Marty Sheller - tromba
- Rodgers Grant - pianoforte
- Victor Venegas - basso
- Carmelo Garcia - timbales, batteria